# イオンタウン長野三輪
イオンタウン長野三輪（イオンタウンながのみわ）は、長野県長野市三輪九丁目にあるショッピングセンター。

## 概要
2014年（平成26年）に開業。長野駅から北東約3kmの市道上松吉田線（通称SBC通り）に面している。エンクローズドモールで、人口が密集している成熟した住宅地である立地から、「都市型の近隣型ショッピングセンター」と位置づけている。
もともと同地には旧店舗のジャスコ長野店が1975年（昭和50年）から営業しており、市内有数の住宅地である周辺地域の生活を支えていたが、老朽化のため建て替えを見据えて2007年（平成19年）に閉店。閉店後から早期に営業再開を望む要望が多く集まっていた。その後約7年の空白期間の末、地域の要望に応え同じ敷地にイオンタウンとして誕生した。
敷地面積が旧店舗とほぼ同じ1万1400平方メートル。3階建てで3階部分は駐車場。小売りの売り場面積は7900平方メートルで、他に飲食・サービスの床面積が1700平方メートル余としている。
旧店舗が地域生活に根ざしていたことを踏まえ、ザ・ビッグを核店舗とする。開業時、専門店41店舗中で長野県内企業は16店舗が入居。
SC全体の運営管理はイオンタウン株式会社が行い、核店舗であるザ・ビッグ長野三輪店はイオンビッグ（旧マックスバリュ長野）株式会社が運営する。

## 沿革
前史（ジャスコ長野店）
- 1975年（昭和50年）5月2日 - ジャスコ長野店開店[4]
- 2007年（平成19年）8月20日 - ジャスコ長野店閉店[広報 2]

イオンタウン長野三輪
- 2014年（平成26年）3月7日 - イオンタウン長野三輪として開店[広報 1]

## アクセス

### 公共交通機関

#### 路線バス
- アルピコ交通
  - JR東日本・しなの鉄道・長野電鉄長野駅より「日赤線」で宇木バス停下車すぐ[2]。
- 長電バス
  - 長野駅より「東長野病院線」、「浅川西条線」、「三才線」、「吉村、牟礼線」それぞれ宇木バス停下車すぐ[2]。

#### 電車
- 長野電鉄長野線本郷駅より徒歩約20分。
- 長野電鉄長野線桐原駅より徒歩約15分。

### 自家用車
- 上信越自動車道須坂長野東ICより約20分。

#### 広報資料・プレスリリースなど一次資料
1. 1 2 3 4 5 6 7 8 9 10 11 12 13 14 15 16 17 18 19 20  “地元のご要望にお応えして７年ぶりに新しい姿で誕生！３月７日（金）午前９時「イオンタウン長野三輪」グランドオープン”. イオンタウン株式会社. 2014年3月10日時点のオリジナルよりアーカイブ。2024年5月13日閲覧。
2. ↑  『イオン株式会社 2008年2月期 決算補足資料（83期）』イオン（株） (2008年4月6日)